# Грб Урија
Грб Урија је званични симбол швајцарског кантона Урија. Грб датира из раног XIII вијека.

## Опис грба
Грб Урија датира из раног XIII вијека. Најстарији познати печат, са овим ликом, датира из 1249. године, али је вјероватно много старији. На њему је представљена глава бика са прстеном у носу.
Бик је вјероватно симбол прастановника ове области. Најстарија германска племена која су се населили у ове област, дали су области име Ур, што значи дивљина. Област је била насељена неком врстом бикова, данас позната као урочи, што су преци домаћих швајцарских крава. 
Лик овог бика је постао симбол локалних племена, а касније је доспјео и на њихов печат, те на грб кантона.